# David Jones (baloncestista)
David Apolinar Jones García (Santo Domingo, 24 de noviembre de 2001) es un jugador de baloncesto dominicano que pertenece a la plantilla de los San Antonio Spurs de la NBA con un contrato dual que le permite jugar también con el filial de la G League, los Austin Spurs. Con 1,98 metros de estatura, juega en la posición de alero.

## Trayectoria deportiva

### Instituto
Asistió al instituto Teays Valley Christian HS en Teays Valley, Virginia Occidental.

### Universidad
Tras finalizar el instituto decide continuar su formación y se une a la Universidad DePaul en Chicago. Primero se incorpora al equipo para disputar el torneo de la Big East Conference de 2021, y al año siguiente disputaría su primera temporada completa, la 2021–22, siendo titular. El 9 de febrero de 2022, registra el primer triple-doble de la historia de los Blue Demons, al conseguir 22 puntos, 14 rebotes y 10 asistencias ante Georgetown. Esa campaña, la de sophomore, promedió 14,5 puntos y 7,4 rebotes pero, al término de la misma, decidió moverse a la Universidad de St. John's, donde se encontraba su compañaero de selección, el dominicano Joel Soriano. 
Con los Red Storm de St. John's promedió 13,2 puntos y 6,8 rebotes, pero la temporada se vio empañada por la muerte de su padre, y se ausentó para asistir a los servicios funerarios en la República Dominicana.
Para su último año también decidió moverse y se inscribió en el transfer portal. Tras varias ofertas, se unió a los Tigers de la Universidad de Memphis, bajo las órdenes del entrenador Penny Hardaway. Siendo la primera opción en ataque esa temporada promedió 21,8 puntos.

#### Estadísticas
| Año     | Equipo     | PJ  | PT | MPP  | %TC  | %3P  | %TL  | RPP | APP | ROB | TPP | PPP  |
| ------- | ---------- | --- | -- | ---- | ---- | ---- | ---- | --- | --- | --- | --- | ---- |
| 2020–21 | DePaul     | 9   | 1  | 14.3 | .382 | .071 | .600 | 2.7 | .4  | .4  | .2  | 5.1  |
| 2021–22 | DePaul     | 28  | 27 | 29.9 | .445 | .297 | .692 | 7.4 | 2.4 | 1.7 | 1.0 | 14.5 |
| 2022–23 | St. John's | 31  | 17 | 25.7 | .392 | .294 | .785 | 6.8 | 1.6 | 1.3 | .4  | 13.2 |
| 2023–24 | Memphis    | 32  | 32 | 32.3 | .459 | .380 | .797 | 7.6 | 1.8 | 2.2 | .4  | 21.8 |
| Total   | Total      | 100 | 77 | 28.0 | .431 | .325 | .770 | 6.9 | 1.8 | 1.6 | .6  | 15.6 |

### Profesional
Después de no ser elegido en el Draft de la NBA de 2024 firmó un contrato dual con Philadelphia 76ers el 22 de julio de 2024. Pero fue cortado el 26 de septiembre sin llegar a debutar en encuentro oficial, y dos días después firmaba con Capitanes de Ciudad de México de la G League. Tras cuatro encuentros con Capitanes, en los que promedió 21,3 puntos, el 20 de noviembre firmó un contrato dual con los Utah Jazz, que le permitirá jugar también con su filial de la G League, los Salt Lake City Stars. Sin embargo, el 1 de enero de 2025 fue despedido después de solo aparecer en 13 partidos con el filial. Dos días después vuelve a Capitanes de Ciudad de México.
Tras disputar la NBA Summer League con San Antonio Spurs consigue un contrato dual con la franquicia de Texas.

### Selección nacional
Integrante de las selecciones júnior de la República Dominicana, disputó el Centrobasket Sub-15 de 2016 consiguiendo la plata, el FIBA Américas Sub-16 de 2017, el Centrobasket Sub-17 de 2017 donde se llevaron el oro, el FIBA Américas Sub-18 de 2018, y el Mundial Sub-17 de Argentina 2018, donde promedió 19,7 puntos por encuentro, finalizando en novena posición.

## Vida personal
David es hijo de Rafaela García y David Apolinar Jones. Tiene tres hermanos: Flor Elena, Flor Jelissa y Rafael David.